# Донє Буковлє
45°23′ пн. ш. 15°27′ сх. д. / 45.38° пн. ш. 15.45° сх. д.
Донє Буковлє (хорв. Donje Bukovlje) — населений пункт у Хорватії, у Карловацькій жупанії у складі громади Генеральський Стол.

## Населення
Населення за даними перепису 2011 року становило 98 осіб.
Динаміка чисельності населення поселення: